# Symmachie hellénique
Ne doit pas être confondu avec Ligue de Corinthe.
 (avril 2023).
Si vous disposez d'ouvrages ou d'articles de référence ou si vous connaissez des sites web de qualité traitant du thème abordé ici, merci de compléter l'article en donnant les références utiles à sa vérifiabilité et en les liant à la section « Notes et références ».

La guerre de Cléomène.

La Symmachie hellénique ou Ligue Hellénique a été créée par Antigone III Dôsôn, roi de Macédoine, et tuteur de Philippe V. Cette symmachie rassemble les principaux peuples de la péninsule balkanique et contient une grande partie des États de la Grèce continentale exceptée les Etoliens, les Athéniens, les Messéniens, et la cité d'Elis et la cité de Phigalie. La ligue hellénique est composée d’États sous domination antigonide et des États autonomes mais allié à la Macédoine. Cette alliance est défensive et offensive et avait pour but officiel de lutter contre Sparte.
La symmachie est utilisée dans divers sens que ce soit de la coopération informelle dans une guerre, un traité d’alliance ou une confédération d’alliés. Elle peut être défensive ou offensive et inclut généralement une clause pour que les membres de la symmachie aient les mêmes alliés et les mêmes ennemis. Dans de nombreux cas, les alliés sont égaux entre eux mais le cas inverse est aussi vrai ou l’un des alliés peut subordonner les autres. La symmachie a donc également un sens particulier, il s’agit d’une confédération d’alliés sous l’hégémonie d’un seul État dont la ligue d’Antigone Dôsôn est un exemple probant. 
L’hégémonen a le commandement militaire mais souvent il possède aussi la présidence de l’assemblée qui rassemble tous les alliés. Beaucoup de symmachies ne sont pas des États fédéraux et reconnaissent la liberté de leurs membres.

## Principes généraux de la ligue
La ligue hellénique est créée afin de rassembler les principaux peuples de la péninsule Balkanique, la plupart des États de la Grande Grèce continentale. La ligue hellénique était composée d’état sous domination Antigonide et des états autonomes mais alliés à la Macédoine. Cette alliance est défensive et offensive et avait pour but de lutter contre Sparte. L’une des règles de la ligue hellénique est que l’un de ses membres, ou l’hégémon de celle-ci, puisse demander une aide militaire. Chaque état décidait lui-même de l’aide qu’il comptait apporter et les « conventions » de la ligue précisaient aussi la durée du délai d’intervention. Selon Sylvie le Bohec, il semble que c’est celui qui demande de l’aide qui s’occupe et nourrit les soldats envoyés en secours. Des délégués sont envoyés pour délibérer au conseil fédéral de la ligue et ils reviennent soumettre les propositions, du conseil fédéral de la ligue, à leur conseil intérieur qu’il la rejette ou l’accepte. Pour entrer au sein de la ligue, il faut promettre son dévouement. Cela s’accompagne d’interdits notamment de ne pas rentrer dans une symmachie opposée à la ligue. 

## Le problème des sources
Comme le rappelle Sylvie le Bohec les connaissances des principes fondateurs et des règles de la ligue sont peu nombreuses. Cette connaissance parcellaire est liée au fait que l’on n’a pas retrouvé le texte fondateur gravé, ainsi que ses règles. Celles que nous connaissons et l’existence même de cette ligue nous sont rapportées par des auteurs antiques, le plus souvent non contemporain, et ne parle de celle-ci que brièvement. Car, selon Sylvie Le Bohec, les textes devaient être connus à l’époque et ne nécessitaient donc pas une explication plus en profondeur. La principale source qui nous renseigne sur la symmachie hellénique est Polybe et sa composition exacte n'est connue que sous Philippe V.

## Les relations diplomatiques et politiques de 229 à 224 sous Antigone Dôsôn
Après avoir repoussé les Dardaniens, Antigone Dôsôn se voit également visé par un mouvement antimacédonien dont la Thessalie , les Etoliens et la Grèce centrale ont fait partie. Après la guerre démétriaque entre les Achaïens et les Etoliens qui se déroule de 239 à 235 et sur laquelle nous avons peu d’informations, les relations entre la Macédoine et les Etoliens à la mort de Démétrios II sont inconnus, ce qui est sûr et que ce décès relança les hostilités. La Thessalie, de tradition irrédentiste, se révolta elle aussi malgré sa longue appartenance au royaume de Macédoine. C’est également un moment où Athènes cherche à recouvrir sa liberté. Ainsi, l’un des athéniens les plus influents du moment, Eurykleidès négocia la retraite de la garnison macédonienne du Pirée, y compris à Salamine aussi, chose qu’il obtint pour la somme de 150 talents. Une somme d’argent tel pour l’époque qu’il fallut du temps pour qu’Athènes puisse réunir cette somme par des souscriptions auprès de l’étranger, notamment auprès d’Aratos de Sicyone, hégémon de la ligue achéenne qui leur souscrit 20 talents. Aratos fut donc déçu de ne pas voir les athéniens rejoindre sa confédération. La fidélité des Béotiens envers les Macédoniens est également assez fragile. La Macédoine paraît donc à ce moment dans une situation critique, en effet elle paraît prête à perdre toutes se possessions en Grèce à l’exception de l’Eubée. La fin du péril dardanien dès 229 permit à Antigone Dôsôn aussi de faire à cette menace, ainsi dès 228 il reprend les trois provinces thessaliennes. La crise était ainsi temporairement jugulée.
De nouveaux progrès du mouvement antimacédonien ont lieu également en Grèce avec des progrès de la Ligue achéenne. Des cités tel que Mégare ou Egine ont rejoint la ligue achaïenne, mais une des grandes affaires restait Argos. Ainsi le tyran de la ville, Aristomachos avait une situation compromise par la chute des positions macédoniennes. Le tyran dut donc se retirer et se laissa convaincre de déposer son pouvoir pour que sa cité puisse entrer dans la Ligue achéenne. Cette conduite suivie par d’autres tyrans tel que ceux de Philionte et d’Hermionè supprime les dernières tyrannies du Péloponnèse.  Cette conversion d’Aristomachos ou n’était pas sincère et renforça les sentiments antilacédémoniens au sein de la Ligue achéenne au moment où Cléomène III entame une période d’extension. Un autre tyran, Lydiadas de Mégalopolis qui lui aussi à déposer sa tyrannie pour rejoindre la ligue achéenne alimente lui aussi le ressentiment anti-spartiate au sein de la Confédération. Les progrès territoriaux de la Ligue achaïenne reste cependant important, elle devient ainsi d’une taille similaire à la ligue étolienne et la dépasse même sûrement en population. Encore une fois, l’expansion de Ligue achaïenne montre également la faiblesse de la Macédoine dans ces régions. De plus, la Ligue étolienne voyant les progrès de sa voisine prêtant alors main-forte à l’expansion spartiate en donnant à Cléomène III quatre cités arcadiennes de cette alliance : Tégée, Mantinée, Orchomène et Kaphyai. Après une expédition mystérieuse d’Antigone Dôsôn en Carie, en Asie Mineure, vers 227 semble montrer que la situation semblait stable à ce moment pour lui, en effet les trois principaux États grecs entretenaient des conflits le favorisant, en effet alors que l’hostilité montait entre les Achéens et les Spartiates, il y avait un rapprochement entre les Étoliens et Sparte qui semble équilibrer la situation. Pour autant, la politique de cette région va être dominer par l’action d’un des deux rois de Sparte, Cléomène III. C'est un roi réformateur qui face aux problèmes économiques et sociaux de sa cité va vouloir la réformer comme Agis IV auparavant qui a été mis en échec par l’oligarchie possédante. Agis IV était le collègue et rival du père de Cléomène III, Léonidas qui cède sa place à son fils en 235. Comme on vient de le dire, Cléomène III ne continua la politique réactionnaire de son père et décida de réaliser une réforme foncière radicale pour reformer le corps civique spartiate. La tradition raconte même que c’est la femme d’Agis IV que Cléomène III a épousé avant son exécution qui l’a converti à la révolution sociale. En réalité, on voit surtout chez Cléomène III une volonté de rétablir la puissance de Sparte qui passe donc par le rétablissement des corps des Egaux (donc par une réforme foncière, la propriété foncière, définissant à Sparte le statut civique) et un éclat à l’international assuré par une politique extérieure hostile à l’expansion achaïenne. Ainsi, l’honnêteté de la révolution sociale voulue par Cléomène III peut être remise en cause, elle s’inscrit en effet plus dans son programme politique qu’autre chose. Cependant, son action intérieure souleva contre lui les ploutocrates lacédémoniens et les autres cités étaient défavorable à une expansion spartiate. Cléomène III mena notamment des actions militaires contre la Ligue achéenne. Ces premières années de règne semblent ainsi conforter Cléomène III dans l’idée que seule une transformation drastique de l’État et de la société spartiate pourrait leur donner la force de contrer l’envahissement achaïen du Péloponnèse. Du côté achaïen, la menace spartiate et étolienne mais de manière indirecte qui s’explique par le caractère stratégique de la cession des cités de Tégée, Mantinée, Orchomène et Kaphyai qui donne notamment accès à Cléomène à l’Arcadie et qui isolait Mégalopolis donne lieu à une attitude défensive de la ligue votée par le conseil fédéral. Cette décision fut prise car Ptolémée III est en bons termes avec les Achéens et les Spartiates, il est donc compréhensible que les Achaïens ne veuillent pas être vu comme ceux qui ont rompu la diplomatie avec Sparte pour garder de bonnes relations avec Ptolémée III qui devra donc choisir son camp. Cependant, il ne semble plus y avoir d’hésitation à avoir en 229 avec la prise de Mégalopolis par les Spartiates, il s’agit du début de la guerre cléoménique. Les opérations militaires eurent donc lieu en 228-227 où l’on peut voir Cléomène victorieux en 227 à Ladokeia où Lydiadas un des chefs de file militaire des Achéens meurt. Il s’agit aussi d’un moment où Cléomène III arrive à faire sa révolution par un coup de force, un coup d’État politique. Ainsi Clèomène III fit supprimer les éphores aussi bien que cette fonction et exila quatre-vingts opposants politiques. Le roi, ainsi débarrassé de ses opposants mena sa révolution sociale en déclara vouloir en retourner à la « constitution de Lycurgue », un important législateur dans l’histoire de Sparte, probablement légendaire. Polybe décrivit le pouvoir de Cléomène après cet événement de tyrannique ce qu’Édouard Will corrobore. D’anciennes méthodes d’éducation spartiate sont remises au goût du jour comme l’agôgè ou les repas en commun nommés syssitia pour renforcer la puissance militaire spartiate. On cherche à amoindrir le problème de l’infériorité numérique spartiate en portant le corps des hoplites à quatre mille hommes et en enseignant l’usage de la sarisse cent dix ans après Chéronée. C’est dans ces circonstances qu’Antigone Dôsôn intervint dans le conflit entre les Achéens et les Spartiates.
De plus, la situation d’Aratos dans la Ligue achéenne était problématique, on lui reprocha de ne pas avoir soutenu Lydiadas à Ladokeia, ce qui fit que le conseil arrêta de financer ses entreprises. Loin d’abandonner la stratégie pour autant, Aratos se dirigea près d’Orchomène où Cléomène III y avait laissé des Spartiates. Cependant, on voit par son isolement diplomatique, l’alliance lagide relevant plus de la théorie qu’autre chose, qu’Aratos est contraint à l’alliance avec les Macédoniens qu’il avait lui-même chassé du Péloponnèse. En effet, cet isolement deviendrait d’autant plus problématique, si une alliance entre les Étoliens et les Spartiates venaient à se faire. Ainsi se pose la question des enjeux macédoniens dans la région et qu’elle serait l’intérêt d’Antigone Dôsôn à intervenir. Cela apparaît à travers l’Accrocorinthe que les Macédoniens veulent récupérer. Pour cela, une alliance avec les Spartiates aussi bien qu’avec les Achéens est possible. Cependant, Aratos prit l’initiative et entama des négociations secrètes avec Antigone dès l’hiver 227/226 par le biais d’une ambassade mégalopolitaine, cité qui avait de vieilles relations avec la cour macédonienne. Assuré ainsi du soutien macédonien, Aratos de Sicyone tenta tout de même de combattre seul les Macédoniens.
La trêve fut de courte durée car dès la fin de sa révolution, Cléomène III reprit le conflit et menaça assez Corinthe et Argos pour engager une conférence entre Spartiates et Achéens. Cependant le report de celle-ci dû à une maladie de Cléomène permit à Aratos de reprendre les discussions avec Antigone Dôsôn. Ces accords entre Macédoniens et Achéens devenant officiels, Ptolémée III envoya des fonds à Cléomène III, le plus à même dans cette situation d’entraver le pouvoir macédonien et son expansion, principal objectif de la politique lagide dans les affaires gréco-macédoniennes. Mais ces donations sont en réalité peu de choses, l’antagonisme égypto-macédonien est réelle mais on ne peut en voir que peu de manifestations. Le projet de conférence fit repris à l’été 225 mais cela n’aboutit pas et Cléomène III déclara la guerre à Aratos. Cette guerre fut dans un premier temps favorable à Cléomène III, il s’empare tout d’abord de Kaphyai, de Phénée et de Pellène, il coupe le territoire achaïen en deux puis se rabat sur l’Argolide et la Corinthie. Cette campagne montre la fragilité de la Ligue achéenne ; On voit en effet dans ce territoire de nombreuses complicités à Cléomène III à cause d’une méfiance des gouvernants locaux de la politique jugée trop personnelle d’Aratos, une volonté de s’opposer à une nouvelle domination macédonienne mais aussi une influence populaire convaincue que le ralliement à Cléomène III apporterait l’abrogation des dettes et le redécoupage des terres. Tout cela entama donc fortement la cohésion achaïenne. Cependant les victoires vont aussi apporter leur lot de problèmes à Cléomène III. En effet, Corinthe est tel un fruit empoisonné à cause des revendications macédoniennes sur la cité, il devait éviter que sa prise n’accélère l’alliance achaio-macédonienne et il ne devait donc pas retirer la garnison achaïenne de l’Acrocorinthe, la forteresse de Corinthe dans ce même objectif. Une solution qui apparaît est la négociation amiable. Les tensions sociales dont il avait profité pour établir son pouvoir pouvait également jouer contre lui. Plutarque nous informe notamment d’un épisode, après le début du combat entre les Spartiates et les Macédoniens où les argiens se plaignent de Cléomène et de la tromperie qu’il a effectué sur l’abolition des dettes. Pourtant, Cléomène aurait eu les moyens de mener cette révolution, au-delà du désir de ne pas revigorer les autres cités comme il semblerait que ce fut le cas avec la révolution à Sparte, il s’agit aussi d’un parti pris stratégique qui montre les limites de la pensée révolutionnaire de Cléomène. Il préféra en effet décevoir les petits et ménager les gros en espérant que ceux qui se détourne d’Aratos se joindront à lui. Par la suite, Aratos se fit proclamer stratègos autokratôr : toute décision ne dépendrait donc à partir de maintenant que de lui, rendant vaine les tentatives de rachat de l’Acrocorinthe aux Achéens. Cléomène fit une autre proposition d’unification du Péloponnèse avec une formule très prudente, mais le pouvoir unique d’Aratos fit de nouveau échouer cette nouvelle tentative. La politique diplomatique de Cléomène au sein de la ligue achéenne est donc un fulgurant échec, conscient de cette réalité, Cléomène assiégea Sicyone. Ainsi, Aratos appela à l’aide les Macédoniens car les appels faits aux Étoliens et aux Athéniens restèrent sans réponse. Le second appel aux Macédoniens d’Aratos qui a donc lieu vers 225/224 est dû à un péril imminent pour éviter la dislocation de la Ligue achéenne. Le choix des Macédoniens plutôt que des lacédémoniens pour tutelle est lié au personnage d’Aratos, en tant que créateur de la Ligue achéenne, il lui semble impossible de l’abandonner aux lacédémoniens. La Ligue achéenne facturée avant tout par des dissensions internes révélées par le conflit, l’alliance avec les Macédoniens permet au moins sauver l’essentiel : l’existence même de la Confédération.

## Contexte général de création de la symmachie hellénique
La création de cette ligue s’explique par le fait qu’Antigone voulait reconstruire comme on l’a vu le prestige et la puissance de la Macédoine et il cherchait un prétexte pour entrer dans les affaires de la Grèce du Péloponnèse et de la Ligue achéenne. Ce prétexte lui est fourni par les ambassadeurs mégalopolitains en 227 qui lui apportent donc déjà le prétexte honorable, la guerre cléoménique qu’il recherchait tout en affirmant à la Ligue achéenne qui si elle lui demandait de l’aide il y répondrait favorablement. Cependant Aratos persuade la ligue de se passer de son aide tant qu’ils le pourront. Vers l’été 225, Antigone reçoit une nouvelle ambassade conduite par le propre fils d’Aratos. Du fait de la perte de cités et d’une grosse défaite, les délégués viennent interroger le roi sur les conditions de son assistance. Antigone Dôsôn est alors très clair pour prix de son intervention il veut des otages, Corinthe et l’Accrocorinthe qui serviront de base d’opération. Ces exigences sont d’abord jugées inacceptables par les délégués achaïens cependant quelques mois plus tard la confédération accepte ses exigences et demande de l’aide. Antigone s’y était préparé et il reçoit des otages et il obtient la promesse d’obtenir Corinthe et l’Accrocorinthe. Aratos de Sicyone justifie dans ses mémoires ce revirement car la « nécessité » qui voyait la confédération en grande difficulté au niveau territoriale du fait des victoires et des prises de Cléomène III.
À la suite de l'assemblée d'Aigion qui est en réalité une caution à des négociations secrètes qui durent depuis plusieurs mois et ce qui va permettre aux Macédoniens de remettre la main sur Corinthe qui forme avec Chalcis, Démétrias et Le Pirée les entraves de la Grèce : des places fortes qui ont permis aux Macédoniens de tenir la Grèce. La question sociale préoccupante en Grèce du fait de la révolution sociale qui apporte de l’inquiétude dans la région et l’aide égyptienne aux Spartiates donnent d’autant plus de raisons aux Macédoniens d’intervenir contre les Spartiates. L’intervention macédonienne marqua également les premières défaites militaires de Cléomène III qui se voit de se retrancher à Sparte à l’été 224 chassé notamment de Corinthe et d’Argos. En effet, du fait du problème social interne à Argos, Cléomène III est obligé d’abandonner ses positions à Corinthe pour garder Argos ce qui permet à Antigone de récupérer la ville et sa place forte qui était perdue depuis 243. Antigone Dôsôn pousse son avantage en faisant route vers Argos où Cléomène avait réussi à rejoindre ses troupes assiégées mais se retire à Mantinée à la vue des soldats macédoniens qui arrivent. Aratos et la confédération se rendent bien compte qu’Antigone en profite et se comporte plus en dominateur, selon Polybe, qu’en invité.
Après avoir été en Arcadie, Dôsôn retourne à Aigion où se trouve le conseil fédéral achaïen et accomplit l’élément le plus important de son règne, il « rendit compte de ce qu’il avait fait et prit des dispositions pour l’avenir. Il fut alors proclamé hégémon de tous les alliés » selon Polybe. Il s’agit ici du plus grand acte politique d’Antigone Dôsôn ici qui fonde une ligue d’États grecs sous hégémonie macédonienne. Cette ligue est principalement connue par des passages de Polybe et surtout sous Philippe V dont on est cependant obligé de faire appel ici. Ainsi cette Confédération comprenait les Achaïens, les Epirotes, les Phocidiens, les Béotiens, les arcananiens, les Locriens et ceux qui étaient sous domination macédonienne les Eubéens et les Thessaliens. Cette ligue qui renforce incommensurablement la puissance d’Antigone Dôsôn a également ses particularités : elle est une union de ligues et fédérations et non pas seulement de cités. Chaque état fédéral de l’alliance conservait son autonomie et envoer des députés à un conseil fédéral où étaient faits des propositions destinées à être ratifiées en interne par les différents États. Cette organisation souple fut également peu durable à cause de ces institutions peu contraignantes, l’autonomie des membres diminue également d’autant plus l’autorité de l’hégémon. Cette ligue est une nouvelle expérience au sein des États grecs qui essaient de tirer parti du passé et cherche à concilier la volonté d’autonomie des états fédéraux et les intérêts de la monarchie macédonienne dans l’espace grec. Cette alliance dans les faits semble ainsi être tourné contre Cléomène et donc l’intérêt de la Ligue achéenne était le rétablissement de ses frontières et comme on l’a déjà dit sa propre survie et les Macédoniens pouvaient récupérer l’Acrocorinthe. Les négociations ont donc dues avoir lieu pour résoudre la question étolienne, en effet l’expansionnisme étolien, bien que sur le recul faisait aussi à Aratos. On voit ainsi que la nouvelle ligue formée avec l’aide d’Antigone Dôsôn a aussi mon objectif d’encercler les étoliens, chose très visible quand on regarde une carte de cette nouvelle ligue. Quant à la question romaine, elle semble avoir peu d’influence sur la création de la ligue. En tout cas, l’intervention romaine en Illyrie pour lutter contre les pirates qui sévissaient dans la mer Adriatique, bien qu’elle se situe dans la sphère d’influence macédonienne ne semble pas suffire à expliquer la création de ligue d’Antigon Dôsôn ; De plus que les romains ne sont pas spécifiquement intervenu dans l’intérêt des grecs mais dans leur propre intérêt car les pirates illyriens gênaient le commerce romain en mer adriatique. Cette Confédération a donc été créée en fonction des problèmes grecs et non ceux des romains. Le premier but de cette Ligue : lutter contre les Spatiates est accompli, il faut par la suite assurer la tranquillité du Péloponnèse en restaurant l’influence de la Confédération achaïenne et de la Macédoine. Se sachant gravement malade, on peut également se demander si la création de cette ligue ne serait pas un moyen de stabiliser un royaume pour un successeur qu’il sait encore adolescent.
En 223, les opérations militaires reprennent. Tandis que Cléomène échoua à Mégalopolis, Antigone Dôsôn quant à lui arriva en Arcadie, reprenant des cités tel que Tégée, Orchomène, Mantinée, Héraia, Telphousa. Dôsôn rasa Mantinée qui avait trahi les Achaïens en 226 et garda pour lui Orchomène et Héraia comme places au sein du Péloponnèse.  En mauvaise situation, Cléomène chercha un nouveau moyen de renforcer ses armées et renflouer son trésor, ils vendirent leur liberté aux hilotes (une population originaire de Laconie et de Messénie qui est au service des Spartiates). Clèomène gagna ainsi 6000 hoplites. Comme Dôsôn se rendit en septembre au conseil fédéral, Cléomène en profita pour reprendre Mégalopolis et la détruisit. Il se rend à la fin de l’hiver 223-222 en Argolide qu’il dévasta également et il se retira en Laconie avant l’arrivée de son ennemi. Antigone Dôsôn arriva pour affronter Cléomène qui était malgré ses efforts en infériorité numérique (30 000 hommes contre 20 000 hommes). Ptolémée III, quant à lui avait déjà arrêté son aide financière à Cléomène et lui demanda de faire la paix. Cléomène tenta tout de même de jouer ses derniers atouts et affronta Antigone Dôsôn en rase campagne. Bien que le champ de bataille fut du choix de Cléomène qui tentait par là de compenser son infériorité numérique, la bataille de Sellasie tourna à l’avantage du macédonien et Cléomène s’enfuit chez son ancien protecteur en juillet 222. Sparte n’offrit aucune résistance à Dôsôn qui la traita plutôt bien puisqu’il ne la détruisit pas. Les réformes de Cléomène furent cependant abrogées mais la dyarchie de Sparte avait aussi disparu. Antigone Dôsôn chercha sûrement à s’assurer qu’aucun autre roi de Sparte ne deviendrait un tyran et la cité devient sujette. Sparte fut également rattaché diplomatiquement à la Macédoine, peut-être par incorporation à la ligue hellénique. La Confédération achaïenne quant à elle avait elle aussi perdu en autonomie dans le Péloponnèse du fait de la présence de quatre garnisons royales. L’opération fut ainsi doublement bénéfique au pouvoir et à l’influence d’Antigone Dôsôn dans la zone.

## La Symmachie hellénique après la mort de son fondateur
Après la mort d’Antigone III Dôsôn vers 221 av J.C son « protégé », Philippe V de Macédoine,  prend le titre de basileus. Philippe V devient hégémon de la ligue sans problème car Antigone Dôsôn avait préparé la succession méticuleusement. Cette préparation a permis au royaume de Macédoine de ne pas tomber dans les travers d’autrefois (instabilité politique, réaffirmation du nouveau roi, perte de territoire et d’influence). Philippe V en devenant hégémon bénéficie des actes réalisé par Antigone Dôsôn ainsi que de ses amis comme Aratos de Sicyone.

## Sources Antiques
- Polybe, Histoires [détail des éditions] [lire en ligne]
- Plutarque, Vies parallèles [détail des éditions] [lire en ligne]